# پائولینیو ده آلمیدا
پائولینیو ده آلمیدا (پرتغالی: Paulinho de Almeida; ۱۵ آوریل ۱۹۳۲ – ۱۱ ژوئن ۲۰۰۷) بازیکن و مربی فوتبال اهل برزیل بود.
از باشگاه‌هایی که در آن بازی کرده‌است می‌توان به باشگاه فوتبال ریور پلاته، باشگاه ورزشی اینترناسیونال، باشگاه ورزشی واسکو دوگاما، و باشگاه فوتبال استودیانتس اشاره کرد.
وی همچنین در تیم ملی فوتبال برزیل بازی کرده‌است.